# Dornach (Mülhausen)

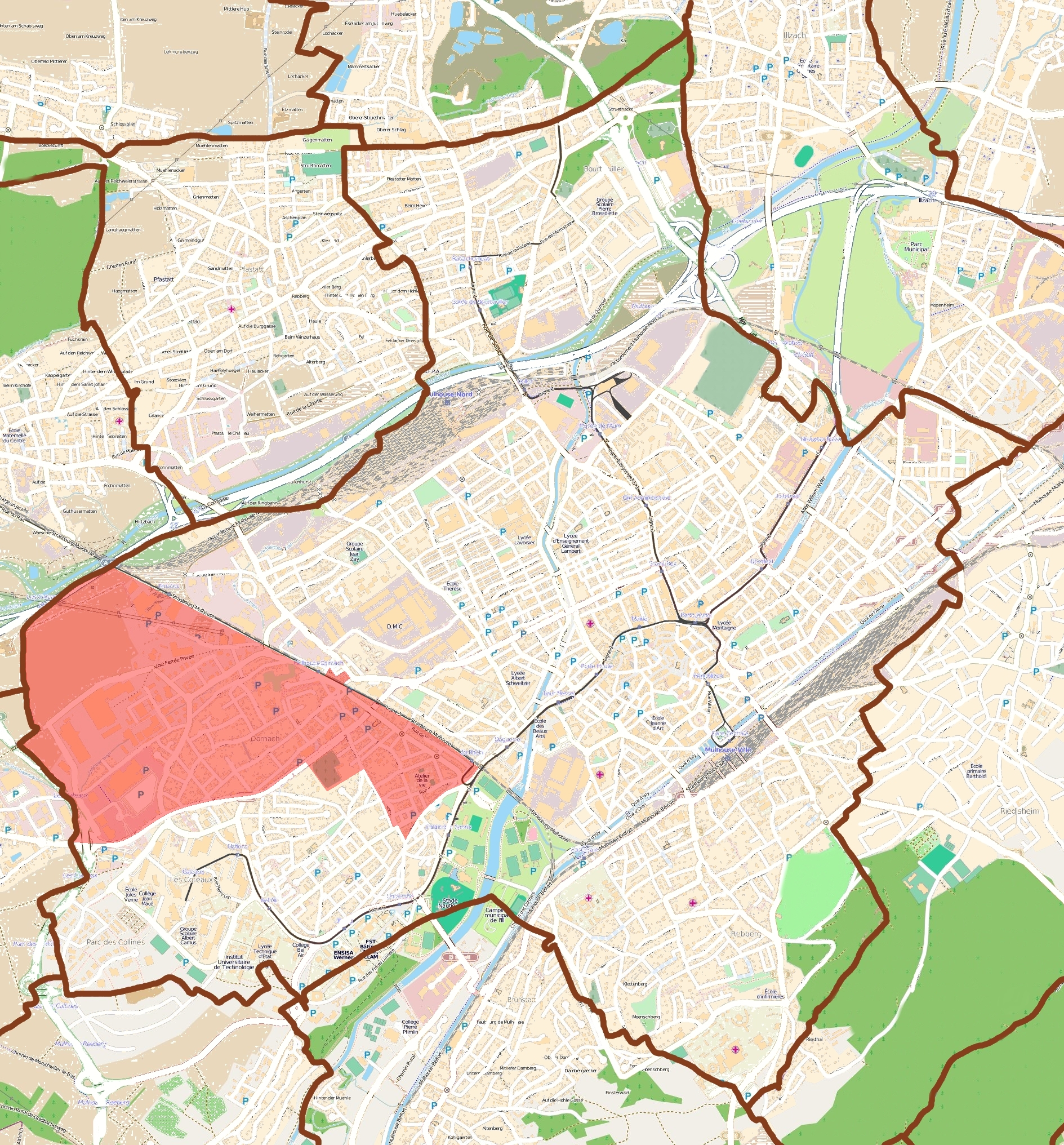
Lage von Dornach innerhalb von Mülhausen

Dornach ist ein Stadtteil von Mülhausen in der französischen Region Grand Est (bis 2015 Elsass). Die ehemals selbständige Stadt Dornach wurde 1914, zur Zeit des Reichslandes Elsaß-Lothringen, nach Mülhausen eingegliedert.
Dornach, das zum innenstädtischen Bereich von Mülhausen gehört, wird von der Doller durchflossen, die im 19. Jahrhundert kanalisiert wurde.

## Geschichte
Auf dem Gebiet von Dornach wurden Funde aus dem Neolithikum entdeckt.
In der Zeit der Völkerwanderungen siedelten sich Alamannen an.
Im Mittelalter gehörte der Ort dem Kloster Murbach.
Am 13. März 1876 sank bei der Überfahrt eines Personenzugs über die Doller-Brücke unweit des Bahnhofs Dornach ein durch Hochwasser unterspülter Brückenpfeiler ein. Die Lokomotive und die drei folgenden Wagen stürzten in den Fluss. Ein Mensch starb. 

## Einwohnerentwicklung

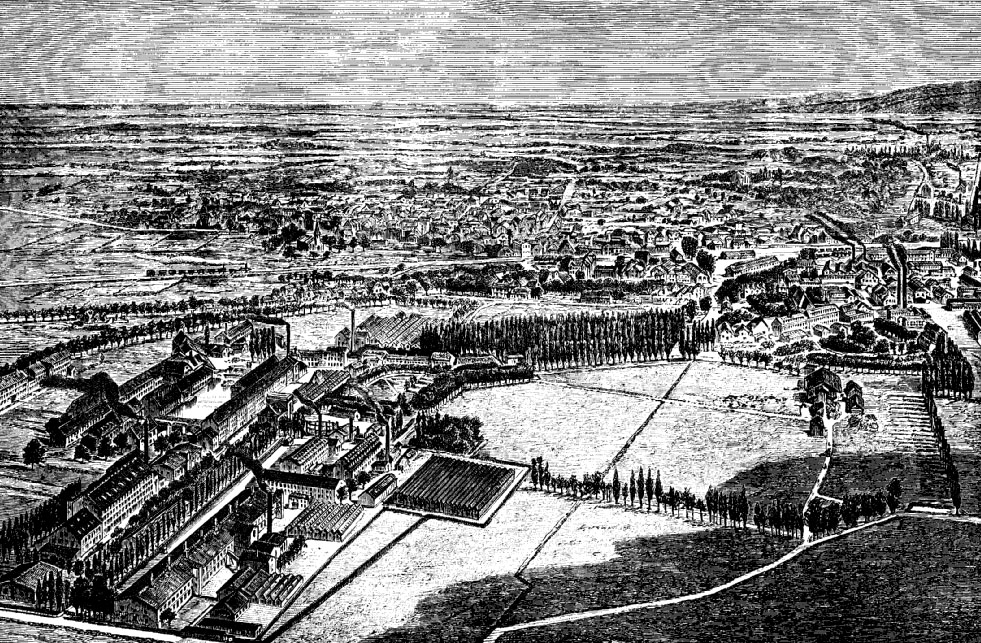
Firmengelände des Unternehmens Dollfus-Mieg (Vordergrund)

- 1764: 160
- 1789: 500
- 1813: 900
- 1851: 3000
- 1913: 11.234

## Wirtschaft
Im 19. Jahrhundert entwickelte sich in Dornach sehr schnell die Textilindustrie mit den bekannten Unternehmen: Blech-Fries, Dollfus-Mieg et Cie, Hofer und Schlumberger.

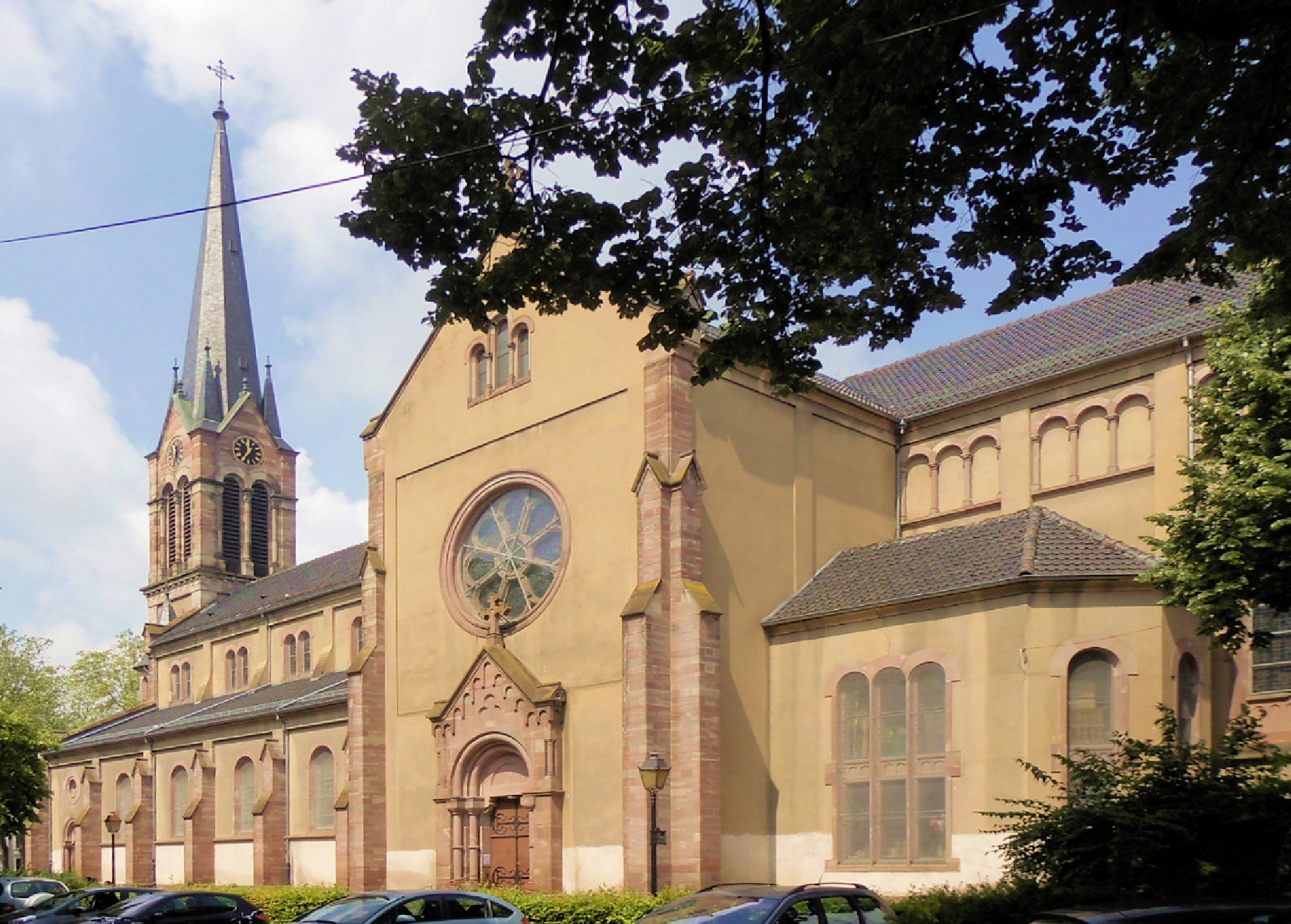
Kirche St. Bartholomäus
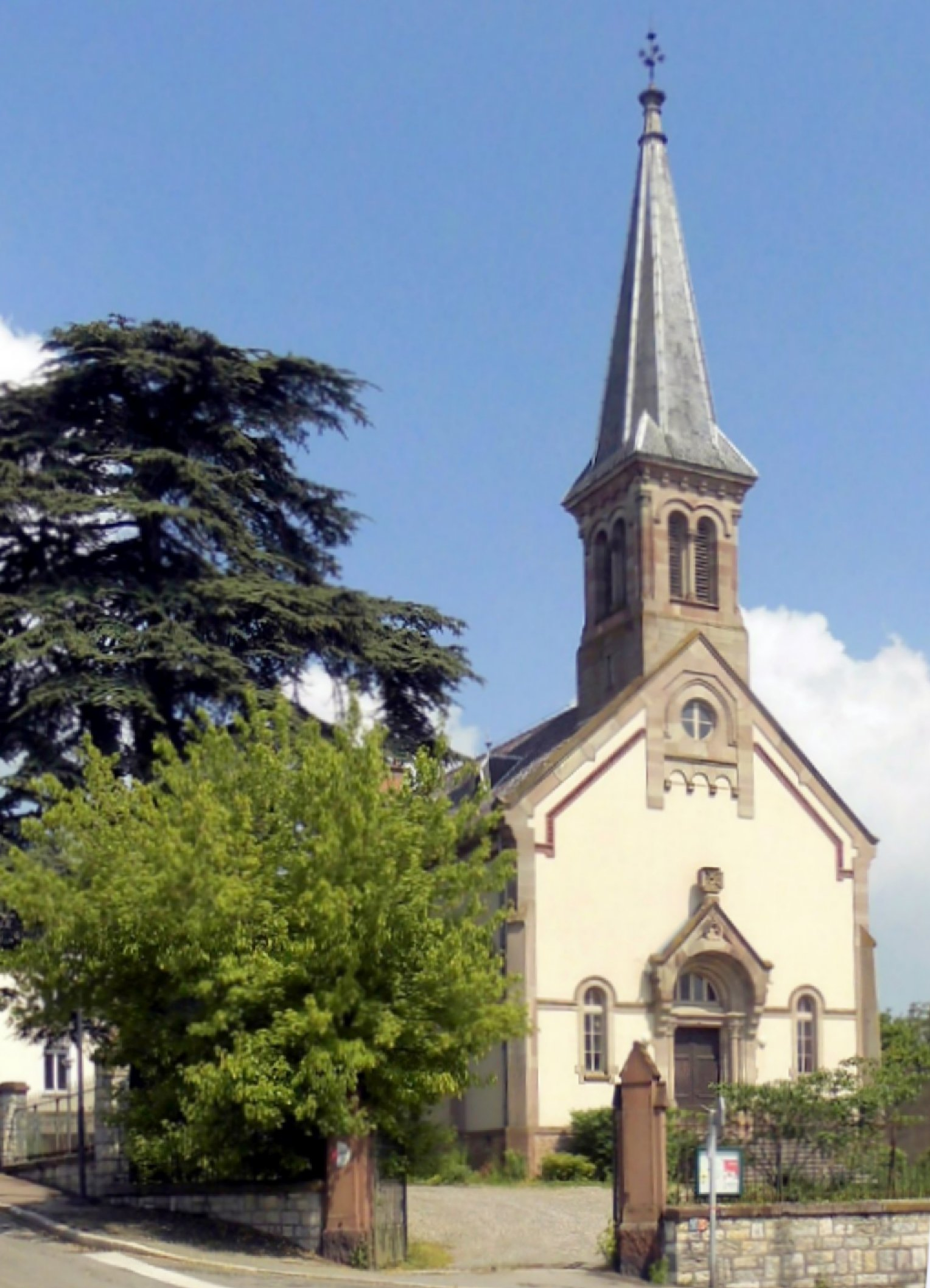
Reformierte Kirche
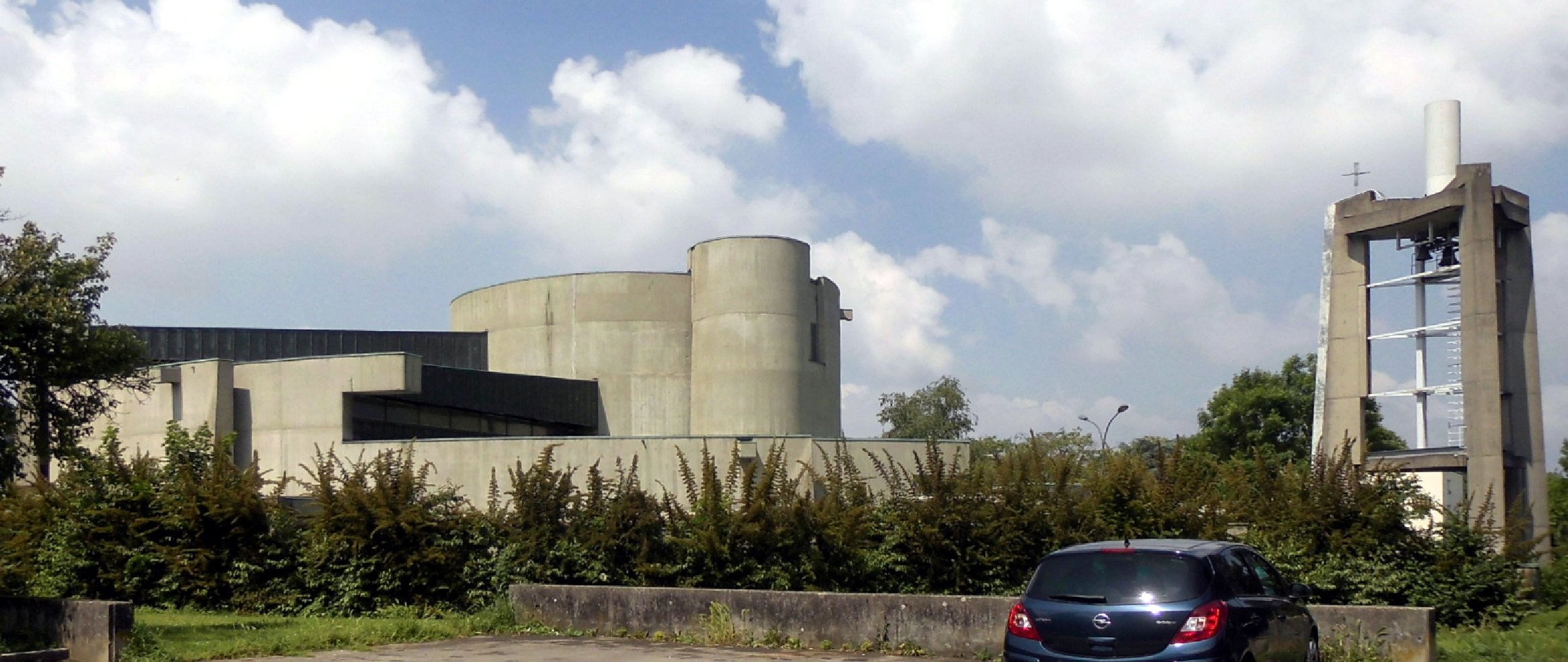
Kirche St. Franziskus
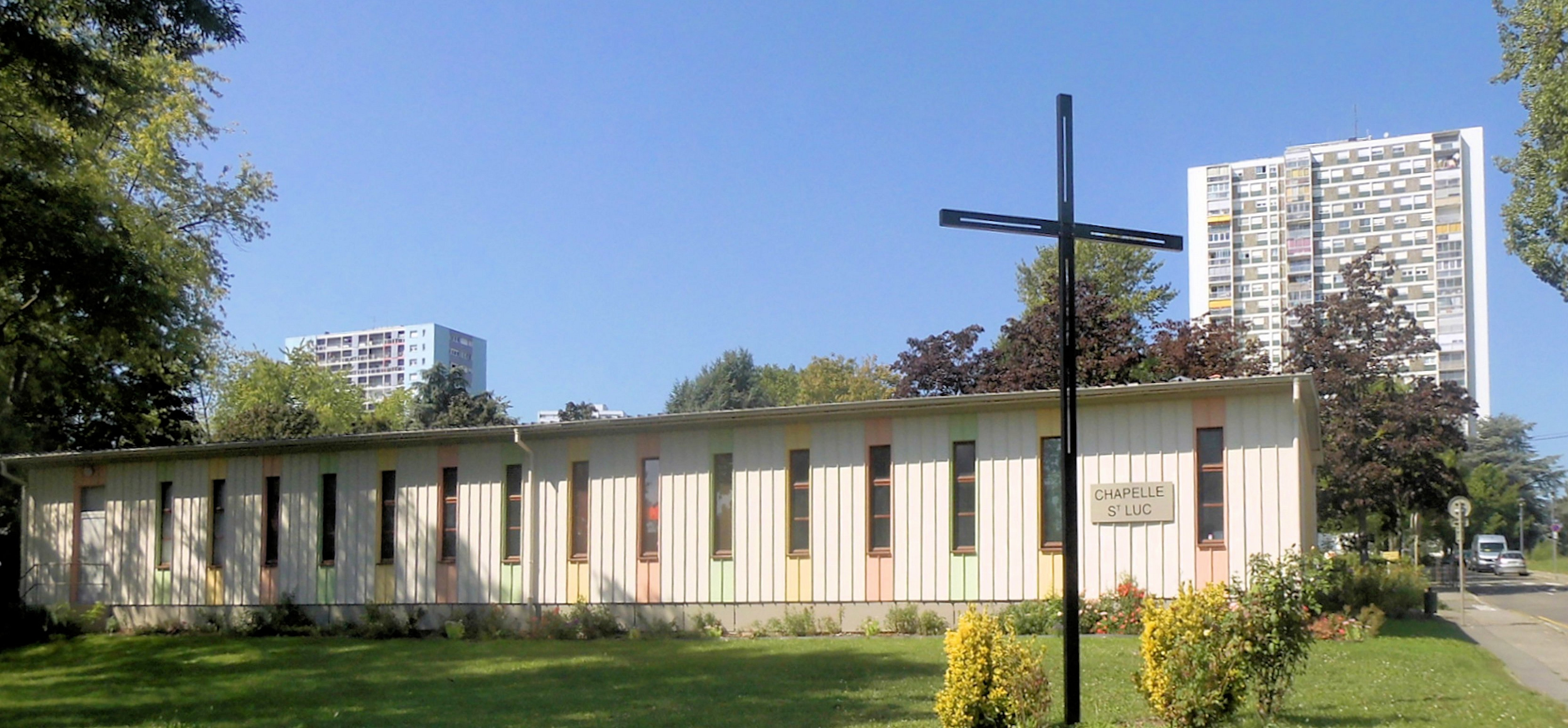
Kapelle St. Lukas
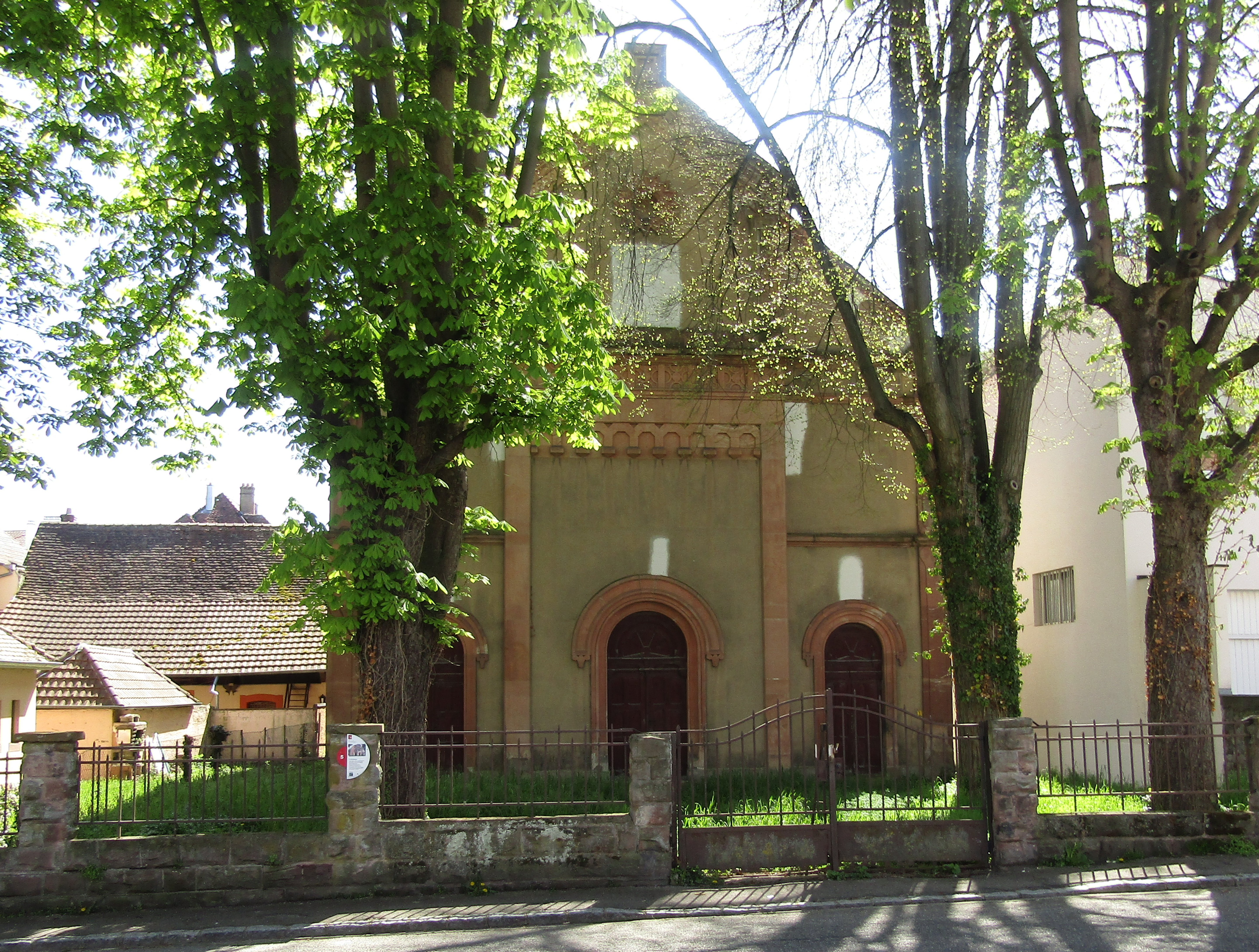
Ehemalige Synagoge

## Persönlichkeiten
- René Bohn (1862–1922), Chemiker

## Sonstiges
In Berlin-Biesdorf wurde 1926 die Dornacher Straße nach diesem Stadtteil von Mülhausen benannt.